# Emesis iris
Emesis iris är en fjärilsart som beskrevs av Otto Staudinger 1876. Emesis iris ingår i släktet Emesis och familjen Riodinidae. Inga underarter finns listade i Catalogue of Life.